# 키베라

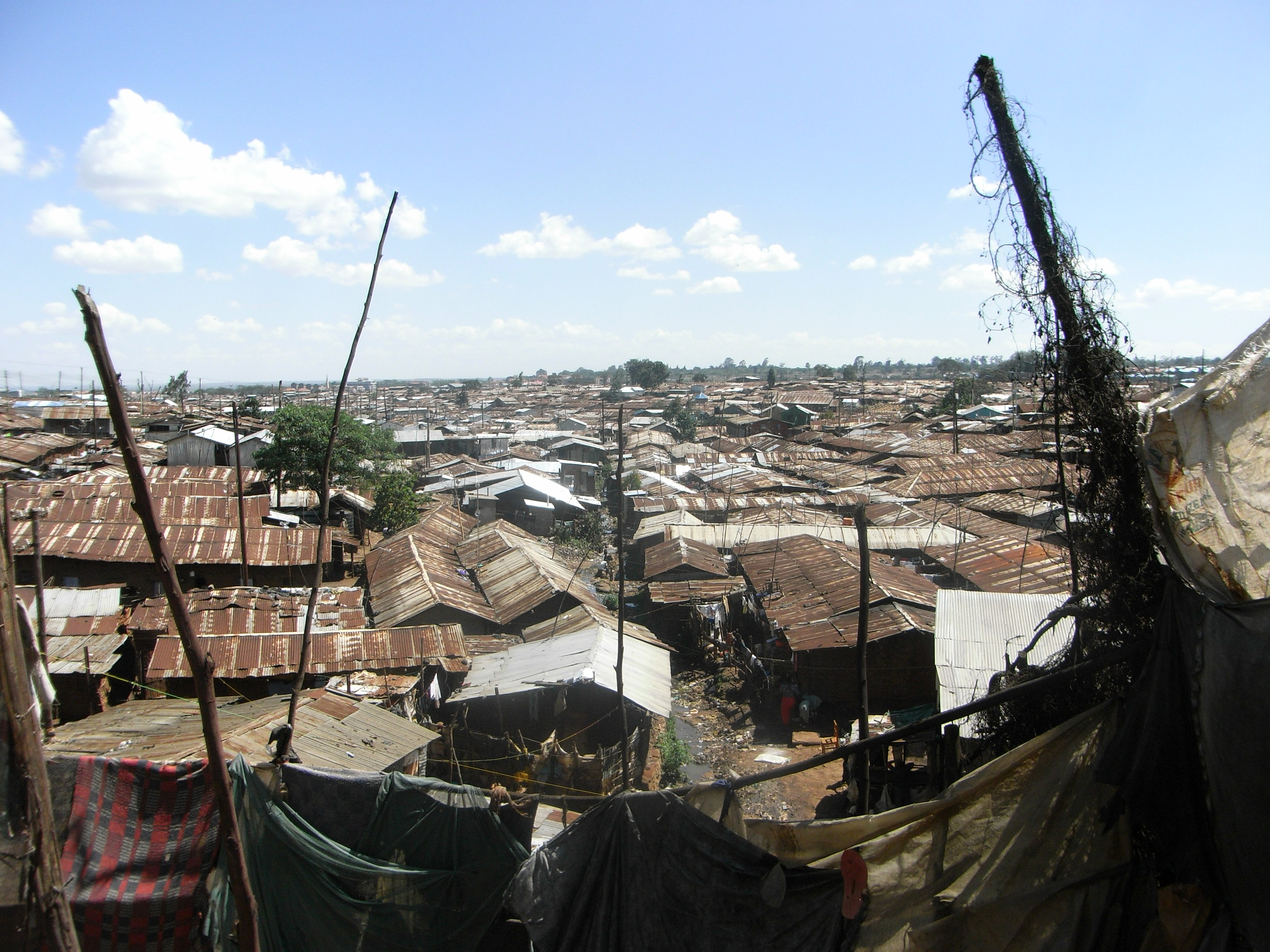
키베라

키베라(Kibera)은 케냐 나이로비에 위치한 슬럼가이다. 그러나 최근 들어 코로나19 범유행 이슈에 따라, 이 일대에서는 매일 저녁 7시부터 다음 날 새벽 5시까지 통행을 금지시키는 정책을 시행하고 있으며, 키베라가 케냐 최대의 빈민가로 알려져 왔다고 KBS 1TV의 《특파원 보고 세계는 지금》을 통해 뒤늦게 밝힌 것으로 나타난다.